# Batalha de Gerônio
A batalha de Gerônio  ocorreu durante a Segunda Guerra Púnica entre Cartago e a República Romana em 217 a.C. O exército de Aníbal Barca, após vencer na batalha do Campo Falerno, marchou para norte e depois para leste para a Apúlia, através do Sâmnio. Contudo, era seguido de perto e muito cautelosamente pelo ditador Quinto Fábio Máximo, que seguia o que mais tarde receberia o nome de estratégia fabiana.
Esta tática militar estava-se voltando impopular em Roma, e Fábio viu-se obrigado a voltar para Roma a fim de defender as suas ações, sob a desculpa da observância de algumas obrigações religiosas. Enquanto isso, Marco Minúcio Rufo, o seu mestre da cavalaria (magister equitum), ficou com o comando, e foi capaz de surpreender aos cartagineses perto do seu acampamento de Gerônio e infringir duras perdas numa importante escaramuça. Esta vitória fez com que os romanos, descontentes com Fábio, elevassem Minúcio a uma posição igual a o do ditador: Minúcio tomou o comando da metade do exército e acampou num acampamento separado do de Fábio, perto de Gerônio. Aníbal, informado destes fatos, criou uma elaborada armadilha que atraiu Minúcio e o seu exército para depois atacá-lo desde todos os flancos.
A chegada de Fábio com a outra metade do exército permitiu Minúcio escapar após receber duras perdas. Após a batalha, Minúcio retornou o comando do seu exército a Fábio e retomou os seus deveres como mestre da cavalaria.

## Situação estratégica
Após escapar da armadilha do Campo Falerno ganhando a batalha desse nome, Aníbal marchou para leste, para a Apúlia, com o seu exército e a pilhagem de guerra. Fábio, seguindo com a sua tática dilatória, seguiu a Aníbal com precaução, mantendo sempre as terras mais elevadas a respeito do seu inimigo.
A armada cartaginesa estivera atacando a costa da Itália, e a armada romana também começara o que se tornariam em ataques anuais pela costa africana. Na Hispânia, Asdrúbal Barca não organizara qualquer expedição contra os romanos após a sua derrota na batalha naval do rio Ebro na Primavera de 217 a.C. Cneu Cornélio Cipião Calvo reunira-se com o seu irmão, Públio Cornélio Cipião, que trazia 8000 soldados de reforço, conseguindo que o exército romano alcançasse os 30 000 homens de infantaria e 3000 de cavalaria. Ambos os irmãos desfrutavam de distinção proconsular e, graças à traição de um chefe hispânico chamado Abelox, conseguiram recuperar os reféns que tinham os cartagineses.

## Prelúdio

### Marcha cartaginesa através da Itália central e acampamento de Inverno
Após deixar Campo Falerno, Aníbal voltou sobre os seus passos, dirigindo-se para a Apúlia, a leste. O exército, carregado com a pilhagem dos seus saques, bem como o gado que acumularam, movimentava-se muito lento buscando um lugar  no que estabelecer o seu acampamento para passar o Inverno. Fábio e os romanos seguiam os cartagineses desde a distância.
Aníbal marchou para norte, para Venefram, fazendo pensar a Roma que a cidade era o seu objetivo, para depoisvirar subitamente para leste , para o Sâmnio, para depois cruzar os montes Apeninos para a Apúlia. Fábio seguiu-o e, quando Aníbal chegou à cidade de Gerônio, Fábio estabeleceu o seu acampamento em Larinum, a 20 milhas a sul. Os cartagineses deixaram um fio de destruição à sua marcha, arrasando as granjas e propriedades ao mesmo tempo que tomavam provisões e prisioneiros.
Aníbal pôde tomar Gerônio ao assalto, ao não se terem atendido as suas petições, ou simplesmente tomou posse da cidade porque os cidadãos fugiram após queimarem os edifícios ao colapsar parte da muralha que os protegia. De qualquer modo, os cartagineses tornaram a sua cidade num grande celeiro no que armazenar o seu grão e dar abrigo ao seu gado, criando um acampamento militar no exterior para o exército, e rodeando a cidade e o acampamento com uma trincheira e uma paliçada. Então enviou os forrageadores a recolher o milho dos campos vizinhos e os pastores com o gado a pastar na ladeira da montanha.

### Minúcio no comando das tropas
Fábio deixou Minúcio ao cargo com as instruções de continuar com a estratégia que estiveram seguindo até esse momento, para viajar para Roma para atender uma série de deveres religiosos assim como, possivelmente, realizar um pouco de política em favor da sua estratégia, que começava a ser muito impopular. Minúcio, após vários dias, deslocou-se baixando das colinas e estabeleceu o seu acampamento na planície de Larinum, a norte de Gerônio, e desde onde os romanos começaram a acossar os forrageadores cartagineses. Aníbal, em resposta, transladou-se perto do acampamento romano desde Gerônio com dois terços do seu exército, e construiu um acampamento temporário, ocupando unha colina que se situava acima dos romanos com 2000 lanceiros. A mobilidade dos cartagineses era restringida, pois os seus cavalos se encontravam então em período de descanso. Minúcio atacou e expulsou os lanceiros cartagineses, para depois movimentar o seu acampamento para o alto da colina.
Os cartagineses, em resposta ao movimento dos romanos, ficaram obrigados a reduzir o número de forrageadores durante uns dias, mas finalmente tiveram de enviar partidas cada vez mais numerosas à procura de provisões. Os romanos, vendo a sua oportunidade, enviaram infantaria ligeira e cavalaria para matar um grande número de forrageadores cartagineses, e depois se deslocaram para o próprio acampamento de Aníbal. Este, com os seus forrageadores sendo atacados e o seu acampamento em perigo de ser desmantelado, dirigiu uma saída contra os romanos com apenas um terço do seu exército presente e a maior parte da sua cavalaria ausente. Após uma batalha em inferioridade numérica, somente a chegada de Asdrúbal com 4000 forrageadores conseguiu contra-arrestar a vantagem romana, e Minúcio decidiu retirar-se para o seu acampamento. Contudo, com essa batalha, Minúcio conseguira infligir muitas baixas aos cartagineses, e Aníbal abandonou o acampamento temporário para se retirar ao original de Gerônio. Era a primeira vez que Aníbal se retirava numa escaramuça de importância, e a primeira vez também que se via obrigado a ceder a iniciativa ao seu inimigo desde que começara a guerra.
As notícias desta escaramuça foram recebidas em Roma como as de uma grande vitória, e um tribuno da plebe chamado Metelo ou bem, segundo outras fontes, Caio Terêncio Varrão (o futuro cônsul de 216 a.C.) propôs uma lei para outorgar a Minúcio à mesma posição que Fábio. A lei foi aprovada depressa, outorgando a duas pessoas ao mesmo tempo pela primeira vez na sua história a categoria de ditador romano. 
Fábio, ao retornar ao exército, propôs que, quer Minúcio e ele alternavam o comando em dias alternativos, ou se dividia o exército em dois comandos independentes. Minúcio escolheu dividir o exército, fazendo-se ele cargo das legiões número II e III e de outras duas legiões de aliados. Acampou a uma milha e meia a sul do acampamento de Fábio, possivelmente no mesmo lugar  no que se situara o acampamento temporário de Aníbal.

## Batalha de Gerônio

### A armadilha cartaginesa
Quando Aníbal foi informado da divisão do exército romano, planeou pegar e destruir o comandado por Minúcio. O terreno entre ambos os acampamentos era chão, sem árvores e sem vegetação e, porém, no terreno sob a colina havia profundezas e lugares nos quais os soldados se podiam agachar e ficar escondidos.
Aníbal selecionou um corpo de 5000 homens de infantaria e 500 de cavalaria, e ordenou-lhes agrupar-se em destacamentos de 200 a 300 homens para se agacharem nesses esconderijos naturais na noite antes da batalha. A capacidade e disciplina dos cartagineses resultam evidentes, dada a sua execução desta operação noturna tão complicada.
Ao amanhecer, um contingente de infantaria ligeira cartaginesa posicionou-se na colina exposta à vista dos romanos.

### A batalha
Tal e qual Aníbal antecipara, Minúcio viu os cartagineses despregados na colina e enviou depressa os seus vélites para expulsá-los. Aníbal enviou suficientes soldados para aguentar os romanos até chegar a um ponto morto, o que fez com que Minúcio enviasse a cavalaria romana e italiana à colina. Aníbal contra-atacou com a sua cavalaria pesada e a sua cavalaria númida. A cavalaria romana, após lutar certo tempo, começou a perder terreno frente à grande capacidade da cavalaria cartaginesa. Minúcio, então, chamou as suas quatro legiões e marchou até a batalha. Aníbal também despregara à sua infantaria e avançou para enfrentar com os romanos.
Toda esta sequência de ações e reações, planeada por Aníbal, não permitiu o general romano examinar o terreno ou enviar exploradores para revisar a área onde agora enfrentavam os seus exércitos. Fábio, que observava desde o seu acampamento, chamou o seu exército para que estivessem preparados, mas não saiu para ajudar o seu companheiro.
No momento em que Minúcio alcançou a colina, a cavalaria romana começou a fugir e as tropas leves romanas também começaram a sua retirada em direção para as legiões que se acercavam. No momento de maior confusão, antes que os romanos voltassem a ordenar as suas filas, os cartagineses ocultos emergiram e atacaram desde os flancos e desde a retaguarda da formação romana. Aníbal e a sua infantaria também atacaram depressa os romanos desde a frente antes que a surpresa da emboscada se perdesse. Os romanos, atacados desde todas as direções, dispersaram-se e fugiram, enquanto alguns grupos eram rodeados e lutavam pelas suas vidas.
Nesse momento Fábio saiu ao resgate. Marchou com as suas quatro legiões para a batalha. Os soldados que fugiam começaram a formar novamente as suas filas junto às suas legiões, e os cartagineses que se encontravam entre os dois exércitos romanos começaram a retirar-se, permitindo Minúcio e os seus soldados retirar-se e reagrupar-se com as tropas de refresco. Os dois exércitos reagruparam-se, mas então Aníbal ordenou a retirada, possivelmente porque não desejava lutar uma batalha de desgaste contra um exército superior. Os cartagineses conseguiram infligir duras baixas aos romanos, e somente a rápida saída de Fábio os salvou de um novo desastre militar.

## Feitos posteriores
Minúcio, após a batalha, devolveu o comando supremo a Fábio, retomando os seus deveres como mestre da cavalaria, reagrupando as suas tropas com as de Fábio. Tanto os romanos como os cartagineses se alojaram nos seus quartéis para passar o Inverno, estação na que não ocorreram ações militares importantes.
Quando o mandato de Fábio como ditador expirou, o exército ficou novamente sob comando de dois novos cônsules anuais. Aníbal novamente demonstrou a sua grande capacidade em entender o caráter dos seus oponentes e preparou um novo plano tático para tomar vantagem da nova situação.